# Полумјесец
Полумјесец је симбол или амблем који се користи за представљање мјесечевих мјена (како се јавља у сјеверној хемисфери) у првој четвртини („срп-полумјесец”) или проширењем симбола који представља Мјесец.
У хиндуистичкој иконографији, Шива је често приказан како носи полумјесец на глави, што симболизује његову контролу над временом, као и његове атрибуте стварања и уништења.
Користи се као астролошки симбол за Мјесец, а самим тим и као алхемијски симбол за сребро. Такође је амблем Дијане и Артемиде и стога је представљао невиност. У хришћанској традицији, полумјесец (односно Мјесец) повезан је са Богородицом. Од своје употребе као кровне завршнице у османским џамијама, такође је постао симбол ислама.
Полумјесец је уведен као капеланска значка за муслиманске капелане у војсци Сједињених Држава 1993. године.